# IEEE 802.1ag
IEEE 802.1ag, CFM (Connectivity Fault Management)  —  це поправка до стандарту IEEE 802.1Q (VLAN) та механізм моніторингу та діагностики Ethernet мереж, призначений для виявлення, локалізації та усунення несправностей у з’єднаннях. Він забезпечує контроль цілісності каналів зв’язку, дозволяючи операторам мереж визначати наявність і місцезнаходження збоїв.
CFM є частиною OAM (Operations, Administration, and Maintenance) і працює на другому рівні моделі OSI. Він зазвичай використовується у великих мережах, особливо в операторських та корпоративних інфраструктурах, де необхідний постійний моніторинг і швидке виявлення несправностей у з’єднаннях Ethernet. Це особливо актуально для провайдерів послуг зв’язку (ISP), дата-центрів та великих підприємств із розгалуженими мережами. 
CFM забезпечує контроль цілісності каналів зв’язку, дозволяючи операторам мереж виявляти розриви, визначати місцезнаходження збоїв та спрощувати діагностику несправностей. Окрім локальних мереж (LAN), він широко застосовується у MAN (Metropolitan Area Network) та WAN (Wide Area Network).
За своєю функціональністю CFM можна порівняти з ICMP  на рівні L3. Подібно до того, як ICMP використовується для діагностики та перевірки доступності хостів у мережах IP (наприклад, через команди ping або traceroute), CFM виконує аналогічні завдання, але в межах Ethernet-мережі. Він дозволяє перевіряти цілісність з’єднання, виявляти розриви та ідентифікувати проблемні сегменти без необхідності звернення до вищих рівнів мережевої моделі.

## Основні особливості CFM
• Моніторинг збоїв – використовує протокол перевірки безперервності з’єднання (Continuity Check), який виконує виявлення сусідів та контроль працездатності каналів на рівні VLAN або окремих лінків.
• Виявлення маршруту та перевірка несправностей – застосовує Linktrace (аналог traceroute в IP), щоб визначити шлях трафіку до MAC-адреси через місткові мережі.
• Локалізація збоїв – використовує Loopback (аналог ping), що разом із перевіркою безперервності допомагає ізоляції проблем у мережі.
• Домени обслуговування – організовує логічні області моніторингу, що включають контрольні точки для діагностики.
• Гнучкість та розширюваність – підтримує можливість доповнення функцій та протоколів у майбутньому без зміни базових механізмів.
Це дозволяє CFM ефективно виявляти, локалізувати та усувати несправності у великих мережах, забезпечуючи стабільність і надійність з’єднань.

## Визначення
У рамках управління та діагностики мережі за допомогою CFM використовуються кілька ключових термінів
Maintenance Domain (MD) — це кероване простір в мережі, зазвичай належить одній організації або провайдеру. MD визначає межі, в межах яких здійснюється моніторинг, діагностика та управління мережевими з’єднаннями. Кожен MD має своє ім’я та рівень, що вказує на його розмір та важливість.
Рівні варіюються від 0 до 7, де: 
- Рівень 7 — найвищий, зазвичай використовується для великих доменів, таких як мережі клієнтів.

- Рівень 3 — середній рівень, зазвичай для мереж провайдерів.

- Рівень 1 — найнижчий рівень, що використовується для внутрішніх або операторських мереж.  Чим вищий рівень, тим більший і складніший домен, тому рівень визначає ієрархічну структуру між доменами.

Maintenance Association (MA) — це набір MEP (Maintenance Endpoint), що належать до одного і того ж Maintenance Domain (MD) і мають однаковий MAID (Maintenance Association Identifier). Кожен MEP в межах MA має унікальний ідентифікатор MEPID (Maintenance Endpoint Identifier), що дозволяє відрізняти один MEP від іншого в межах одного MA.
Maintenance Endpoint (MEP) — це точки на межах Maintenance Domain (MD), які визначають кордони домену. MEP відповідають за надсилання та отримання CFM (Connectivity Fault Management) кадрів, виконуючи функцію ретрансляції. Вони зупиняють усі кадри CFM, що надходять з меншими рівнями або з того боку, що відповідає “проводовій” стороні.
Maintenance Intermediate Point (MIP) — це точки всередині Maintenance Domain, але не на його межах. MIP отримують CFM кадри від MEP та інших MIP, каталогізують і передають їх далі. Всі кадри з нижчим рівнем зупиняються та відкидаються. MIP є пасивними точками, і вони не відповідають, якщо не отримують спеціальних запитів, таких як CFM trace route або loop-back повідомлення.

Приклад рівнів CFM MD

## Протоколи CFM
У CFM використовуються різні протоколи для моніторингу і діагностики мережевих з’єднань. Основні протоколи включають:
Continuity Check Protocol - протокол перевірки безперервності (CCP) забезпечує виявлення збоїв з’єднання в межах Maintenance Association (MA). Повідомлення Continuity Check Message (CCM) надсилаються регулярно для перевірки доступності між MEP (Maintenance Endpoint). CCM є мультикастовими повідомленнями, що передаються в межах одного Maintenance Domain (MD). Вони не вимагають відповіді і є односторонніми. Кожен MEPперіодично надсилає CCM в напрямку інших MEP, що дозволяє визначити наявність збоїв в з’єднанні.
Link Trace (LT), або MAC Trace Route, — це мультикастові кадри, що дозволяють відстежити шлях (по хопах) до призначеного MEP, подібно до команди Traceroute в IP-мережах. Кожен MEP, що отримує ці повідомлення, надсилає Trace Route Reply назад до початкового MEP і відправляє їх далі, регенеруючи повідомлення Trace Route. Це дозволяє точно визначити маршрут у мережі та виявити можливі збої на кожному етапі.
Loop-back повідомлення, або MAC ping, — це унікальні кадри, які надсилаються MEP для тестування зв’язку. Вони схожі на ICMP Echo (Ping) повідомлення в IP-мережах. Метою є визначення місця пошкодження з’єднання шляхом надсилання повідомлення Loop-back до MIP або іншого MEP в мережі. Надсилання великої кількості таких повідомлень дозволяє протестувати пропускну здатність, надійність або джиттер з’єднання (аналог flood ping). Loop-back повідомлення є унікальними і зазвичай ініціюються адміністративно, на відміну від CCM, що є автоматичними.

## Y.1731
Стандарт ITU-T Y.1731 розширює можливості CFM, додаючи додаткові механізми для моніторингу якості обслуговування (QoS) та діагностики мережевих збоїв. Він забезпечує точні вимірювання продуктивності трафіку та контроль параметрів, критичних для надійності мережевих послуг. ITU-T Y.1731 додатково підтримує:
- Сигнал індикації тривоги Ethernet (ETH-AIS)
- Дистанційна індикація несправності Ethernet (ETH-RDI)
- Заблокований сигнал Ethernet (ETH-LCK)
- Тестовий сигнал Ethernet (ETH-Test)
- Автоматична захисна комутація Ethernet (ETH-APS)
- Канал зв'язку обслуговування Ethernet (ETH-MCC)
- Експериментальний OAM Ethernet (ETH-EXP)
- Ethernet, залежно від постачальника OAM (ETH-VSP)
- Помилка сигналу клієнта Ethernet (ETH-CSF)
- Сповіщення про пропускну здатність Ethernet (ETH-BN)
- Функція очікуваного дефекту Ethernet (ETH-ED)
- Вимірювання втрат кадрів (ETH-LM)
- Вимірювання затримки кадрів (ETH-DM)
- Повідомлення про затримку вимірювання (DMM)
- Повідомлення про вимірювання втрат (LMM)